# Grécia nos Jogos Olímpicos de Verão de 1992
A Grécia competiu nos Jogos Olímpicos de Verão de 1992, realizados em Barcelona, Espanha.